# Bartók Lajos
Bartók Lajos (Erdőd, Szatmár vármegye, 1851. május 24. – Budapest, 1902. december 31.) költő, drámaíró, szerkesztő. Költőként Petőfi hatását tükröző lírájával tűnt fel.

## Életpályája

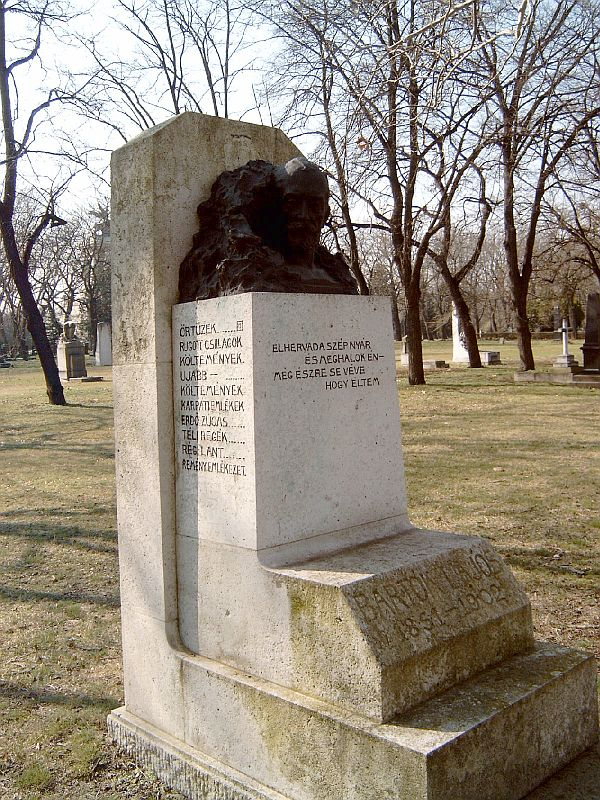
Bartók Lajos sírja Budapesten. Kerepesi temető: 29/2-1-10. Somló Sári szobrász műve

Atyja Bartók Antal ügyvéd volt. Gimnáziumi tanulmányait Nagybányán, Szatmáron és Máramarosszigeten végezte, 1868-tól a pesti egyetemen jogot hallgatott. A lapokban szórványosan megjelent költeményeivel és Az Üstökösbe írt humoros verseivel és dolgozataival figyelmet keltett. 1869-ben Jókai Mór az Üstökös belső munkatársává fogadta, majd a lap vezetését is rábízta. Bartók emellett írt Tóth Kálmán Bolond Miskájába, majd két évig, 1873 decemberétől egészen 1875-ig szerkesztette is e lapot. Így az élclap-irodalom mellett fejlődött Bartók írói tehetsége. Mint politikai szatirikus a Tisza-párt érdekében működött, kíméletlenül ostorozva a Deák-pártot.
Miután a két párt Szabadelvű Párt néven egyesült, a szélső baloldalra ment át és megalapította 1878 elején a Bolond Istókot, amelynek haláláig a szerkesztője volt. Támadásaival egykori párttársai ellen fordult. Az élclapírással kapcsolatban több humoros naptárat is szerkesztett: Don Pedrő naptár 1875-re, Bolond Istók naptára 1880-re, Mamelukok naptára 1890-re.
Verseinek első és második gyűjteménye: Őrtüzek, (Budapest, 1877) és Rúgott csillagok, (ugyanott, 1879, Don Pedrő álnéven), még a politikai költészet művelőjének mutatják, a Kakas Márton modorára vall. Későbbi verseivel a költészet komolyabb nemeihez fordult s nemcsak mint szatírai, hanem mint lírai és drámai költő is folytatta pályáját. Lírai darabjait Költemények (1881), Újabb költemények (1883), Kárpáti emlékek (1885, németre fordította Silberstein Adolf, 1886) és Erdőzúgás (1889) cím alatt adta ki.
Színművei közül többet a Nemzeti Színház mutatott be. A legszebb című háromfelvonásos vígjátékkal lépett a színműírás terére (először adták a Nemzeti Színházban 1879. december 21-én, megjelent 1880-ban). E  művét, általában sokkal több költői és színpadi sikerrel, az alábbiak követték: 
- Kendi Margit, történeti dráma öt felvonásban (1884),
- Thurán Anna, történeti dráma négy felvonásban (az Akadémia pályázatán a Péczely-díjat nyert vele, a Nemzeti Színházban 1887-ben került színre, megjelent 1888-ban).
- A méhek, vígjáték három felvonásban (előadták 1889 novemberében, megjelent 1890-ben)
- Erzsébet királyné, történeti dráma négy felvonásban (előadták és megjelent 1892-ben).
- Haluska Benedek bohózat, három felvonásban (előadták a Népszínházban, 1889-ben jelent meg).
- Az Abenszeradzs, operaszöveg Chateaubriand után.

Elbeszélő költeményeit Téli regék c. alatt adta ki. Komoly költeményei részint szerelmiek, részint hazafiasak, részint reflexióval vegyülve a természetet festik. Lírai leírásainak legkedveltebb tárgya a Felföld, zúgó erdőivel, vadregényes bérceivel, s ebben mintegy Petőfi ellentétéül mutatja magát, aki az Alföld költője volt. Bartók tagja volt 1883-tól a Kisfaludy Társaságnak és a Petőfi Társaságnak, egyszersmind drámakritikus a Nemzeti Színháznál. 1887 és 1896 között függetlenségi párti parlamenti képviselő volt. 1900 és 1901 között a Bolond Istók mellett a Magyarság című lapnak is a szerkesztője volt.

## Emlékezete
- Budapesten a Bókaytelepen utca őrzi a nevét.

## Főbb művei
- Őrtüzek (Bp., 1877);
- Rúgott csillagok (irodalmi paródiák, Bp., 1879);
- Költemények (Bp., 1881);
- Kendi Margit (történelmi dráma, Bp., 1884);
- Mohács után (történelmi dráma, Bp., 1898);
- Hattyúdalok (versek, Bp., 1906).